# Xã Beaver, Quận Carroll, Arkansas
Xã Beaver (tiếng Anh: Beaver Township) là một xã thuộc quận Carroll, tiểu bang Arkansas, Hoa Kỳ. Năm 2010, dân số của xã này là 1.787 người.